# Polyrhachis bamaga
Polyrhachis bamaga é uma espécie de formiga do gênero Polyrhachis, pertencente à subfamília Formicinae.